# Брагадо (округ)
Округ Брага́до (ісп. Bragado) — адміністративно-територіальна одиниця 2-ого рівня у провінції Буенос-Айрес в центральній Аргентині. Адміністративний центр округу — Брагадо.
Населення округу становить 41336 осіб (2010). Площа — 2212 кв. км.

## Історія
Округ заснований у 1851 році.

## Населення
У 2010 році населення становило 41336 осіб. З них чоловіків — 20025, жінок — 21311.

## Політика
Округ належить до 4-ого виборчого сектору провінції Буенос-Айрес.